# Gżel (porcelana)

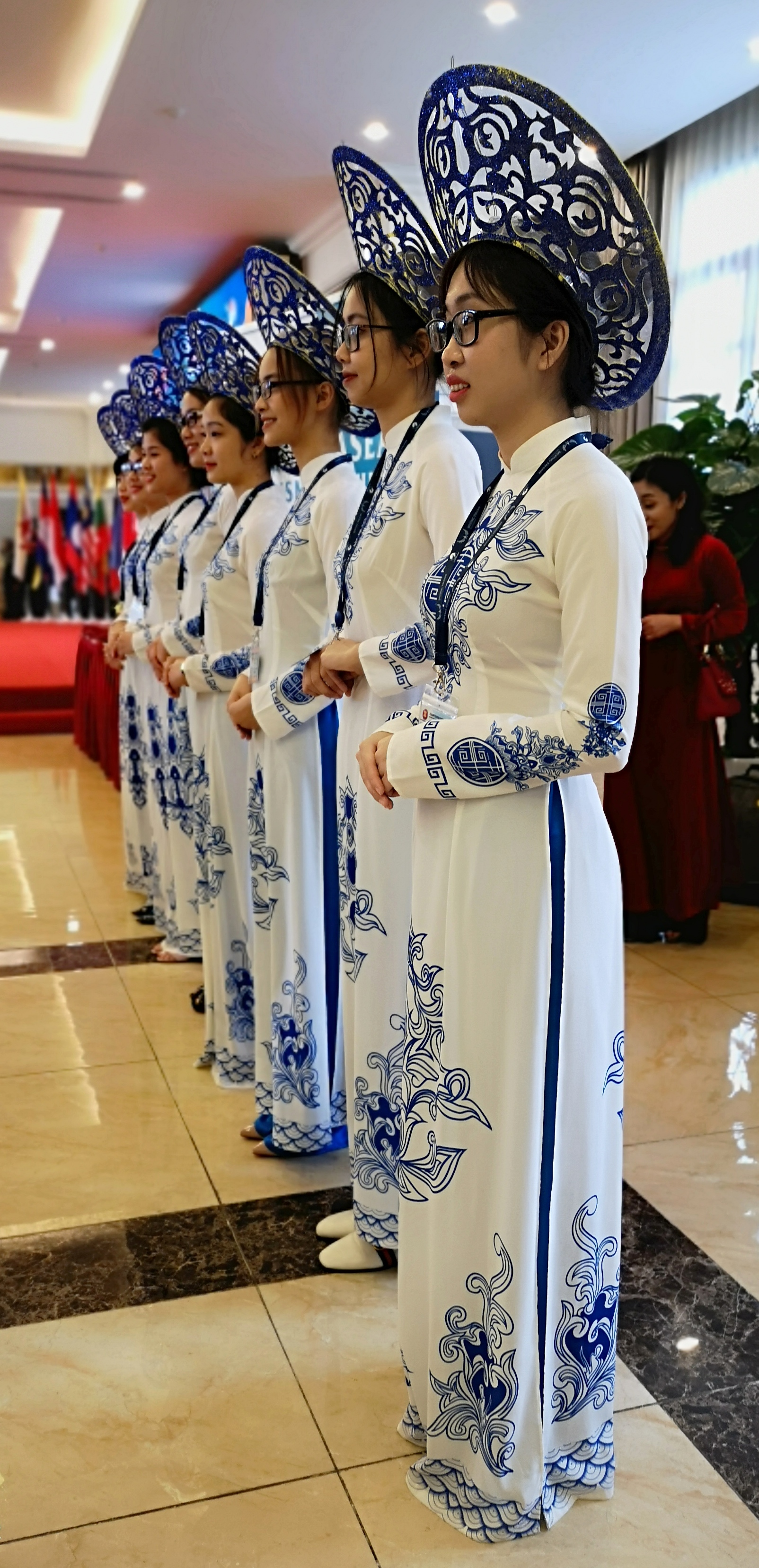
ASEAN Tourism Awards 2019

Gżel (ros. гжель [ɡʐɛʎ]) – ogólna nazwa dla ceramiki wyrabianej we wsi Gżel i w okolicznych wsiach. Wieś jest położona w obwodzie moskiewskim Rosji. Znajdują się tu pokłady glinki.
Pierwsze warsztaty garncarskie powstały w okolicy już w XVI wieku. W połowie XVIII wieku zaczęto tu wyrabiać majolikę (dzbany, dzbanki, talerze) z kolorową dekoracją na białej powierzchni, a także ręcznie lepione figurki. Ok. 1800 roku powstał pierwszy zakład wyrabiający naczynia z porcelany. W drugiej połowie XIX wieku w dekoracji zaczął przeważać niebieski kolor kobaltowy, na niektórych wyrobach z dodatkiem złotej obwódki. Zakłady zaczęły stopniowo podupadać i ponownie odzyskały znaczenie dopiero w czasach ZSRR. 
Do chwili obecnej wytwarzane są tu rozmaite naczynia, figurki i inne wyroby porcelanowe i fajansowe.